# Plamondon (stanice metra v Montréalu)
Plamondon je jedna z 31 stanic oranžové linky montrealského metra (Côte-Vertu – Montmorency), jejíž celková délka je 30 km. Ve směru od Côte-Vertu je tato stanice v pořadí pátá, ve směru od Montmorency dvacátá sedmá. Stanice leží v hloubce 23,8 m. Její vzdálenost od předchozí stanice Namur činí 988,47 metrů a od následující stanice Côte-Sainte-Catherine 451,10 metrů.

## Historie
Stanice Plamondon byla otevřena 29. června 1982. Ve stejném roce byla otevřena rovněž stanice Côte-Sainte-Catherine, a to již 4. ledna.

## Vzhled stanice
Stanici projektoval architekt Patrice Gauthier. I přes absenci uměleckých děl, která zdobí většinu ostatních stanic, je Plamondon zajímavý kombinací oranžovočervených a modrých desek, které zdobí většinu zdí stanice a setkávají se v jejím středu.

## Umístění
Stanice se nachází v montrealském městském obvodu (francouzsky arrondissement) Côte-des-Neiges–Notre-Dame-de-Grâce.
Pokud jde o její umístění v rámci oranžové linky, jde o její západní větev. Z hlediska stáří je tedy součástí druhé etapy rozšiřování této linky, která se odehrála postupně v několika fázích v letech 1980-1986.
Větší část východní větve oranžové linky byla zprovozněna v průběhu roku 1966, s výjimkou rozšíření stanice Henri-Bourassa o přídavné nástupiště v roce 2007. Jde o celkem 15 stanic východní části linky. Zbývající tři stanice postavené ve třetí fázi rozšiřování linky se všechny nacházejí za severním ramenem řeky svatého Vavřince ve městě Laval. Jsou to stanice Cartier, De la Concorde a Montmorency.